# The Academy in Peril
The Academy in Peril è un album di John Cale, pubblicato dalla Reprise Records nel luglio del 1972.

## Tracce
Brani composti (e arrangiati) da John Cale
Lato A
1. The Philosopher – 4:25
2. Brahms – 6:55 – Registrato al Shipton Manor di Shipton-on-Cherwell, Oxfordshire, Inghilterra
3. Legs Larry at Television Centre – 3:35
4. The Academy in Peril – 6:20

Lato B
1. Intro – 0:57 – Registrato al Shipton Manor di Shipton-on-Cherwell, Oxfordshire, Inghilterra
2. Days of Steam – 1:58 – Registrato al St. Giles Church di Cripplegate, Londra, Inghilterra
3. 3 Orchestral Pieces – 8:30 – Registrato al Shipton Manor di Shipton-on-Cherwell, Oxfordshire, Inghilterra
4. King Harry – 4:04 – Registrato al St. Giles Church di Cripplegate, Londra, Inghilterra
5. John Milton – 7:54

## Formazione
- John Cale - voce, chitarra, basso, tastiera, viola
- Adam Miller - voce
- Del Newman - batteria
- Ronnie Wood - slide guitar (brano: The Philosopher)
- Legs Larry Smith - voce narrante (brano: Legs Larry at Television Centre)
- The Royal Philharmonic Orchestra (brani: 3 Orchestral Pieces e John Milton)